# Fabrican
Fabrican é uma tecnologia desenvolvida pelo estilista Manel Torres e pelo especialista em partículas Paul Luckan, do Imperial College London. Trata-se de um material líquido que pode ser aplicado no corpo com aerossol, tornando-se depois de seco uma roupa de tecido, podendo ser usado novamente. A substância possui um solvente e, devido a isto, é líquida. Ao ser borrifado pelo corpo, seca quase de forma instantânea. Além de não possuir nenhum tipo de costura, pode ser lavado. O tecido apresenta também outras aplicações fora da moda, como na medicina e material para carros. Foi apresentado durante a Semana de Moda de Londres de 2010.